# Rannåsens naturreservat
Rannåsens naturreservat inrättades 1981 och är ett tätortsnära natur och rekreationsområde. Det ligger cirka 2 kilometer nordöst om Östersunds centrum och är lättillgängligt då området genomkorsas av gångstigar och motionsspår. Parkeringar finns vid Östersunds skidstadion. Då stora delar av reservatet genomkorsas av skidspår så kan man stöta på elitidrottare som tränar, exempelvis skidskytte.
Reservatet består till största delen skog men även myrmark (rikkärr) och några mindre ängar. Skogen är omkring 100 år gammal och består av barrblandskog.

## Geologi
Berggrunden består av lättvittrade bergarter så som lerskiffer, kalksten och gråvackor. Den senare bergarten är fältspathaltig, ofta tuff-förande sandstensliknande sedimentär bergart av mörk färg och av hög geologisk ålder. Bakom Rannåsens by förekommer kyrkåskvartsit. Som så många andra ställen omkring Storsjön så består jordarten av blockfattig och finkornig morän. Detta på grund av inlandsisen.

## Växtlighet

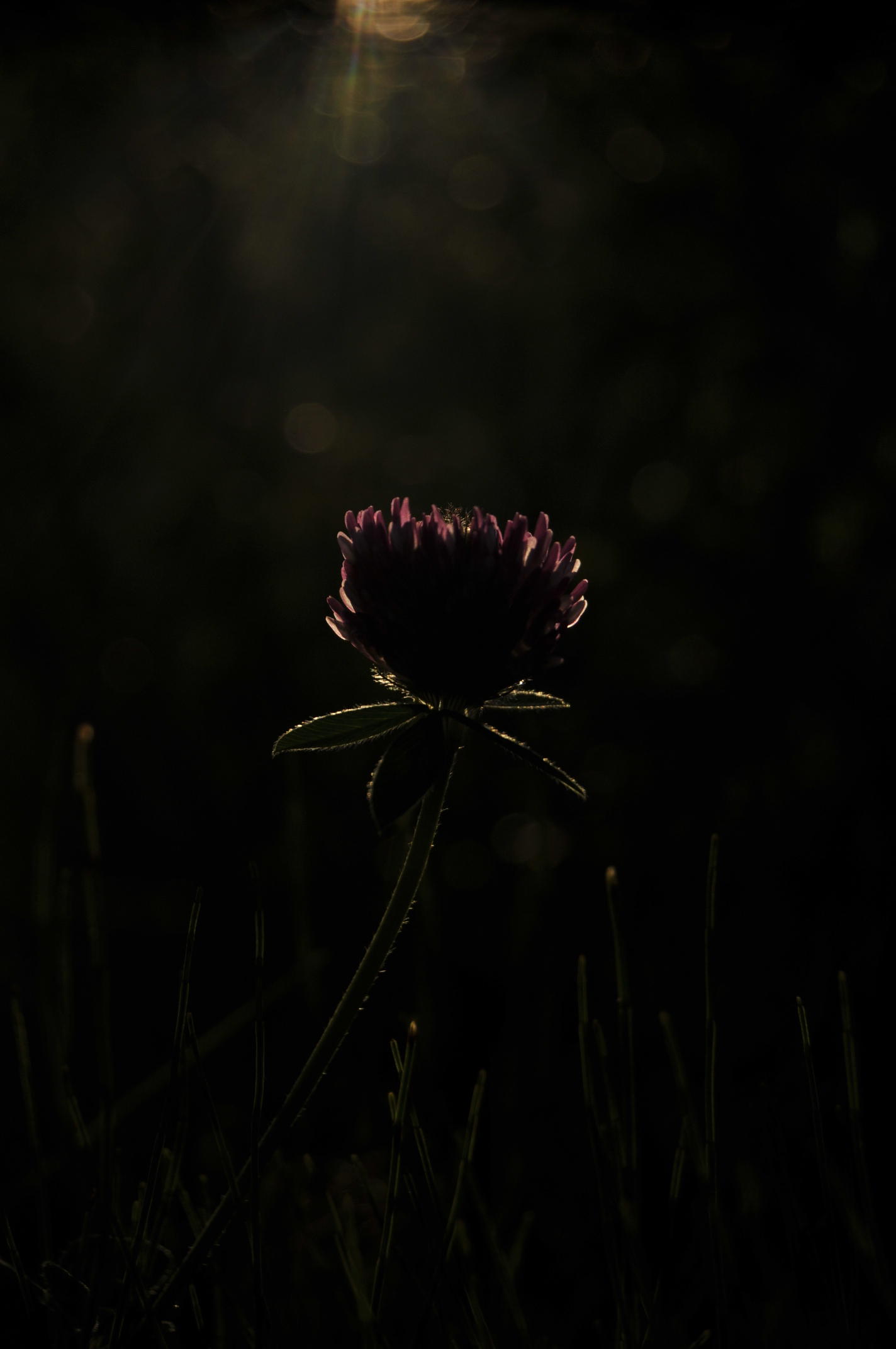
Blomma i naturreservatet

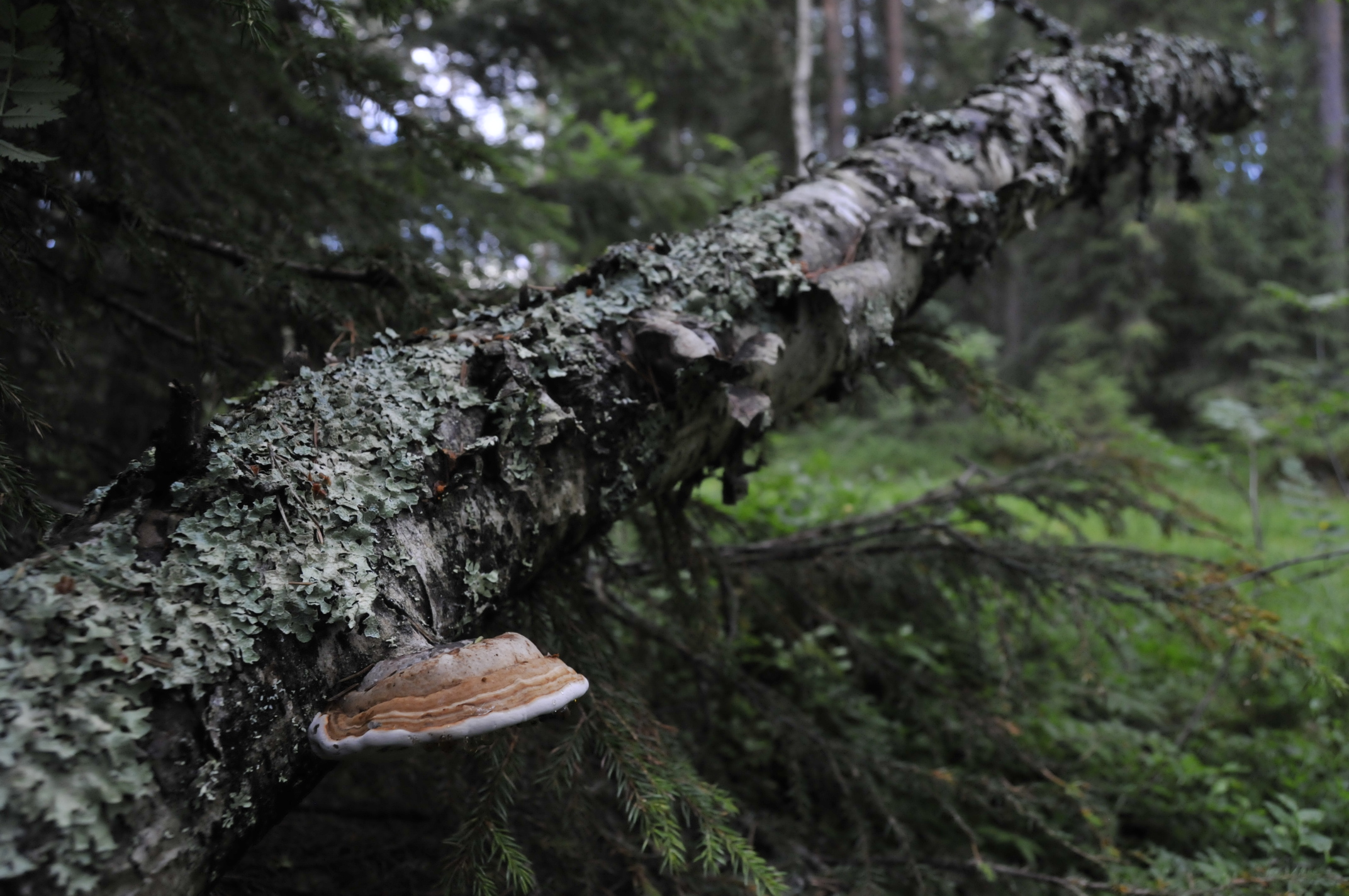
Träd med ticka i naturreservatet.

Inom reservatet så har det upptäckts 19 rödlistade arter av till exempel kärlväxter och marksvampar. Såsom:
- Jämtlandsmaskros Taraxacum crocodes

Växten är fridlyst.
- Kalkbräken Gymnocarpium robertianum

Växten är en ormbunksväxt som tillhör familjen Hällebräkenväxter. Det är en landlevande perenn med stora blad som bildar öppna rosetter. De enkla bladen har ett bladskaft med två platta ledningssträngar vid basen. Bladskivan är mjuk och fjäderformad. Bladskivans bredaste parti återfinns mitt på bladet.
- Fågelstarr (Carex ornithopoda)

Detta är en flerårig gräslik växt inom släktet starrar och familjen halvgräs. Fågelstarr växer i täta tuvor. Fågelstarr är sällsynt i Norden men trivs på torr till fuktig, kalkrik och väldränerad mark som exempelvis glesa örtrika skogar, lundar, bryn, bergbranter och rikkärr.
- Slemringad vaxskivling (Hygrophorus gliocyclus)

Denna svampart tillhör divisionen basidiesvampar och beskrevs av Elias Fries. Slemringad vaxskivling ingår i släktet Hygrophorus, och familjen Hygrophoraceae. Artens livsmiljö är torr och mager moskog.
- Pluggtrattskivling (Clitocybe alexandri)

Detta är en svampart som först beskrevs av Claude-Casimir Gillet, och fick sitt nu gällande namn av Claude-Casimir Gillet 1884. Pluggtrattskivling ingår i släktet Clitocybe, och familjen Tricholomataceae.

## Djurliv

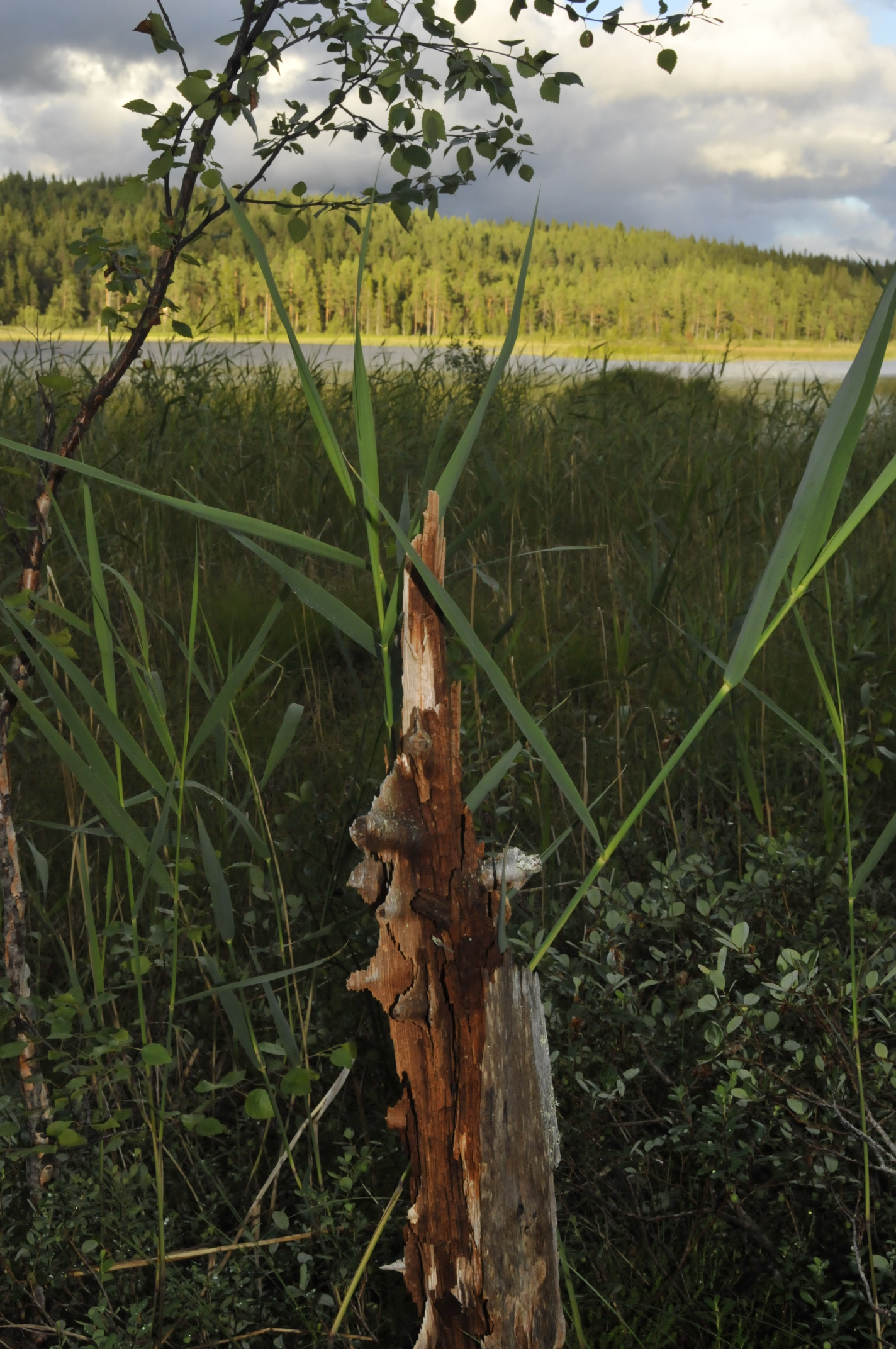
Rannåssjön.

Området kring Rannåsbäcken samt Semsån utgör idag ett av Storsjöns viktigaste reproduktionsområden för harr och öring. 
Inom området finns bland annat smålom och tretåig hackspett. Dessa två arter räknas som hänsynskrävande enligt artdatabanken. Övriga rödlistade arter är till exempel:
- Violett guldvinge, Lycaena helle

Detta är en fjäril inom familjen juvelvingar. Vingbredden varierar mellan 24 och 26 millimeter. Den finns på blomrik ogödslad slåttermark, i skogsgläntor, på kalkrik mark i fjällen och på andra platser där dess värdväxt växer.
- Jorduggla (Asio flammeus)

Ugglan är en uggleart i familjen äkta ugglor (Strigidae). Jordugglan och andra arter i samma släkte, Asio, har så kallade örontofsar som sällan visas. Den reser upp sina fjädertofsar när den till exempel försvarar sitt revir. Jordugglan hittas i öppna landskap och på grässlätter.